# Kanhangad
Kanhangad là một thành phố và khu đô thị của quận Kasaragod thuộc bang Kerala, Ấn Độ.

## Nhân khẩu
Theo điều tra dân số năm 2001 của Ấn Độ, Kanhangad có dân số 65.499 người. Phái nam chiếm 48% tổng số dân và phái nữ chiếm 52%. Kanhangad có tỷ lệ 78% biết đọc biết viết, cao hơn tỷ lệ trung bình toàn quốc là 59,5%: tỷ lệ cho phái nam là 83%, và tỷ lệ cho phái nữ là 74%. Tại Kanhangad, 12% dân số nhỏ hơn 6 tuổi.